# Ембридж (Пенсільванія)
Ембридж (англ. Ambridge) — місто (англ. borough) в США, в окрузі Бівер штату Пенсільванія. Населення — 6972 особи (2020).

## Географія
Ембридж розташований за координатами 40°35′29″ пн. ш. 80°13′36″ зх. д. / 40.59139° пн. ш. 80.22667° зх. д. (40.591477, -80.226799).  За даними Бюро перепису населення США в 2010 році місто мало площу 4,38 км², з яких 3,85 км² — суходіл та 0,53 км² — водойми.

## Демографія
Згідно з переписом 2010 року, у селищі мешкало 7050 осіб у 3289 домогосподарствах у складі 1685 родин. Густота населення становила 1608 осіб/км².  Було 3952 помешкання (901/км²).
Расовий склад населення:
| - 77,5 % — білих - 17,0 % — чорних або афроамериканців - 0,4 % — азіатів - 0,1 % — корінних американців |

До двох чи більше рас належало 4,4 %. Частка іспаномовних становила 2,5 % від усіх жителів.
За віковим діапазоном населення розподілялося таким чином: 22,2 % — особи молодші 18 років, 62,4 % — особи у віці 18—64 років, 15,4 % — особи у віці 65 років та старші. Медіана віку мешканця становила 39,6 року. На 100 осіб жіночої статі у селищі припадало 93,3 чоловіків;  на 100 жінок у віці від 18 років та старших — 89,2 чоловіків також старших 18 років.
Середній дохід на одне домашнє господарство  становив 41 259 доларів США (медіана — 32 169), а середній дохід на одну сім'ю — 52 889 доларів (медіана — 39 728). Медіана доходів становила 42 760 доларів для чоловіків та 33 785 доларів для жінок. За межею бідності перебувало 20,9 % осіб, у тому числі 28,6 % дітей у віці до 18 років та 6,9 % осіб у віці 65 років та старших.
Цивільне працевлаштоване населення становило 2862 особи. Основні галузі зайнятості: освіта, охорона здоров'я та соціальна допомога — 20,5 %, роздрібна торгівля — 15,9 %, мистецтво, розваги та відпочинок — 12,3 %, виробництво — 10,3 %.